# River Camel
River Camel är ett vattendrag i Storbritannien.   Det ligger i riksdelen England, i den södra delen av landet, 400 km väster om huvudstaden London.